# Autapomorfie

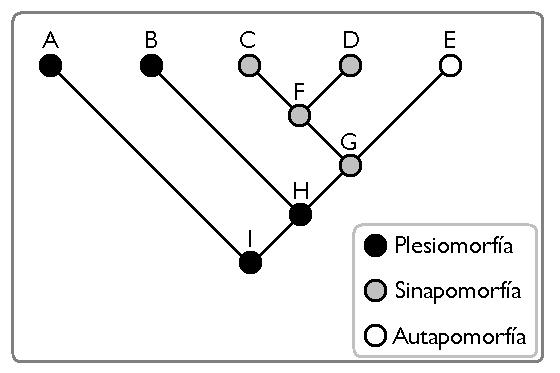
Een schematische weergave van wat autapomorfie inhoud.

Een autapomorfie is binnen de biologie de aanduiding voor een kenmerk dat bij een bepaalde verzameling gegevens in een cladistische analyse uniek blijkt te zijn voor een bepaald taxon, als dat taxon het laagste analyseniveau vertegenwoordigt voor dat kenmerk. Bij meer gedetailleerde analyses is voor de meeste kenmerken het laagste taxonniveau de soort: in dat geval is de autapomorfie een kenmerk van een biologische soort dat uniek is voor die soort. 
Vaak worden bepaalde kenmerken van een soort met andere soorten gedeeld; zeker als dat verwante soorten zijn. Soms echter komen bij een soort voor het eerst bepaalde eigenschappen tot ontwikkeling; de afwijkende (apo) vorm (morphe) van de soort (apomorfie) is op dit punt dan opzichzelfstaand (autos). Bij het bepalen van de verwantschapsrelaties van de soort met andere soorten is het belangrijk vast te stellen welke eigenschappen autapomorfieën zijn en welke synapomorfieën: eigenschappen die uniek zijn voor een hele groep. Of een eigenschap als autapomorfie of als synapomorfie geldt, hangt af van de context. Iets wat synchroon bekeken, dus op een bepaald moment in de evolutie, een autapomorfie is, kan diachroon bekeken, door de evolutiegeschiedenis heen, een synapomorfie blijken te zijn, als de soort die als eerste de eigenschap bezit de voorouder is van een hele afstammingsgroep waarvan velen het kenmerk delen.
In veel gevallen is het niet duidelijk bij welke soort binnen een bepaalde groep voor het eerst een bepaalde apomorfie opduikt. Die eigenschap kan dan geen synapomorfie van de groep genoemd worden omdat het niet bekend is of zij een eigenschap was van de laatste gemeenschappelijke voorouder van de leden van die groep. Als we de groep dan in haar totaliteit beschouwen in relatie tot andere verwante groepen, is zo'n kenmerk op dit hogere analyseniveau een autapomorfie van de groep als geheel.
In de paleontologie is het een vereiste dat een gevonden fossiel duidelijke autapomorfieën bezit als men het als holotype van een nieuw te benoemen soort wil gebruiken; ontbreken die, dan zal de naam afgewezen worden als nomen dubium.